# Bülent Eken
Bülent Eken (* 26. Oktober 1923 in Mersin; † 25. Juli 2016 in Istanbul) war ein türkischer Fußballspieler, -trainer und -funktionär. Durch seine langjährige Tätigkeit für Galatasaray Istanbul wird er stark mit diesem Verein assoziiert. Auf Fan- und Vereinsseiten wird er als einer der bedeutendsten Spieler der Klubgeschichte aufgefasst. Während der letzten Spielzeiten seiner Karriere trug er bei Galatasaray auch die Kapitänsbinde. Mit der Türkischen Nationalmannschaft nahm er an der Weltmeisterschaft 1954 und an den Olympischen Sommerspielen 1948 teil. Nach seiner Fußballspielerkarriere betreute er als Cheftrainer u. a. die Türkische Nationalmannschaft und Galatasaray Istanbul. Seine beiden Brüder Danyal Vuran und Reha Eken waren ebenfalls als Spieler bei Galatasaray aktiv, wobei letzterer wie Bülent Eken selbst zu den Spielerlegenden des Vereins zählt.

## Spielerkarriere

### Verein
Eken begann seine Profifußballkarriere 1942 beim Istanbuler Traditionsverein Galatasaray Istanbul. Bereits sein älterer Bruder Danyal Vuran spielte in den 1930er Jahren für Galatasaray, weswegen auch Eken seine Karriere bei diesem Verein startete. Wenig später begann auch sein jüngerer Bruder Reha seine Profikarriere bei diesem Verein. Zu dieser Zeit existierte in der Türkei keine landesweite Profiliga. Stattdessen existierten in den Ballungszentren wie Istanbul, Ankara und Izmir regionale Ligen, wovon die İstanbul Futbol Ligi (dt.: Istanbuler Fußballliga) als die Renommierteste galt. Zudem wurde ab 1936 der Versuch unternommen, mit der Türkiye Maarif Mükafatı eine Art nationale Meisterschaft zu etablieren, eine als Turnier konzipierte und unregelmäßig veranstaltete nationale Fußballliga der Türkei. Eken gab sein Debüt für Galatasaray während der Partie in der Istanbuler Fußballliga vom 18. Oktober 1942 gegen Süleymaniye SK. In dieser Partie gelang Eken auch gleich sein erstes Tor. Bis zum Saisonende 10. März 1943 absolvierte Eken zwei weitere Spiele für sein Team. Nach dem Saisonende nahm Galatasaray am Türkiye Maarif Mükafatı teil. Eken kam während dieses Turniers bei nahezu allen Begegnungen zum Einsatz und wurde mit seinem Team mit einem Punkt aber dem besseren Torverhältnis hinter dem Erzrivalen Fenerbahçe Istanbul Vizemeister. Dabei erzielte Eken auf der Stürmerposition in 13 Spielen zehn Tore und war nach Cemil Erlertürk der zweiterfolgreichste Torschütze seines Teams.
Danach kam Eken auch in der Istanbuler Fußballliga immer öfter zum Einsatz. In der Spielzeit 1943/44 wurde er mit zwölf Treffern in 13 Ligaspielen erfolgreichster Torschütze seines Teams. Mit seinem Team beendete er die Liga auf dem 3. Tabellenplatz und nahm am nachsaisonlichen Türkiye Maarif Mükafatı diesmal nicht teil. Die nachfolgende Spielzeit verlief für Eken ebenfalls erfolgreich. Mit seinem Team belegte Eken immer Plätze in oberen Tabellensegment und etablierte sich als Leistungsträger. Durch seine Leistungen stieg er 1948 auch zum Nationalspieler auf und nahm mit der türkischen Nationalmannschaft an den Olympischen Sommerspielen 1948 teil.
In der Saison 1948/49 erreichte Eken mit seinem Team die Meisterschaft der Istanbuler Fußballliga und damit den ersten und einzigen Titelgewinn seiner Spielerkarriere. Eken, der seine Karriere auf der Stürmerposition begonnen hatte, spielte später auf der Mittelfeldposition, ehe er auf Abwehrsposition eingesetzt wurde.
Durch seine Leistungen bei Galatasaray und der Nationalmannschaft wurden mehrere italienische Vereine auf Eken aufmerksam, u. a. Lazio Rom. Zum Dezember wechselte Eken in die italienische Serie B zu dem Verein Salernitana Calcio. Damit zählte er zu den ersten türkischen Spielern, die ins Ausland wechselten. Für diesen Verein spielte er eine Spielzeit und absolvierte dabei 21 Ligaspiele. Nach einer Saison wechselte Eken in die Serie A zum US Palermo. Hier spielte er ebenfalls eine Spielzeit lang und verließ anschließend diesen Verein Richtung Galatasaray. Nach einigen Monaten versuchte Palermo, Eken erneut zu verpflichten, was jedoch Eken ablehnte. Er versuchte, seine Karriere in Frankreich fortzusetzen, und verhandelte hier u. a. mit dem FC Nancy. Während er mit Nancy verhandelte, setzte er seine Karriere bei Galatasaray weiter fort. Im November 1952 erklärte Eken, dass er sich mit den Verantwortlichen von FC Nancy über einen Wechsel einig war, sich aber trotz eines schlechter bezahlten Vertrags dafür entschied seine Karriere bei Galatasaray fortzusetzen.
Bei Galatasaray spielte er bis zum Sommer 1954 zwei weitere Spielzeiten und nahm mit der Nationalmannschaft an der Weltmeisterschaft 1954 teil. Nach der Weltmeisterschaft wurde Eken von Galatasaray zum Verkauf freigegeben. Als Reaktion auf diese Entscheidung beendete Eken seine Fußballspielerkarriere. Mit einem am 8. Januar 1955 angesetzten Abschiedsspiel zwischen Galatasaray und dem FK Sarajevo wurde Eken offiziell in den Fußballruhestand verabschiedet.

### Nationalmannschaft
Eken wurde im Rahmen eines am 24. April 1948 angesetzten Testspiels gegen die Griechische Nationalmannschaft vom damaligen Nationaltrainer Ignác Molnár das erste Mal in den Kader der türkischen Nationalmannschaft berufen. Bei dieser Partie spielte er von Anfang an und gab sein Länderspieldebüt. Fortan gehörte er zwei Jahre lang zu den regelmäßig nominierten Spielern und nahm mit der Nationalmannschaft an den Olympischen Sommerspielen 1948 teil. Hier erreichte Eken mit seinem Team das Viertelfinale und scheiterte in diesem mit einer 1:3-Niederlage an Jugoslawien. Eken absolvierte während dieses Turniers beide Spiele seines Teams.
Im Sommer 1949 nahm Eken mit der Türkei am Mittelmeerpokal teil und belegte hinter der zweiten Auswahl der italienischen Nationalmannschaft den zweiten Platz.
Eken machte im Dezember 1954 bei einem Testspiel gegen die israelische Nationalmannschaft sein vorerst letztes Länderspiel.
Nach über drei Jahren Länderspielabstinenz erhielt Eken im Juni 1954 für ein WM-Qualifikationsspiel gegen die spanische Auswahl von Nationaltrainer Sandro Puppo eine Nominierung. Nachdem die Türkei sich gegen Spanien in drei Spielen durchgesetzt hatte, qualifizierte man sich das erste Mal in der Verbandsgeschichte für eine Fußball-Weltmeisterschaft.
Eken wurde anlässlich der Fußball-Weltmeisterschaft 1954 als mit Abstand ältester Spieler in den Kader der türkischen Nationalmannschaft berufen. Hier belegte man am Ende der Gruppenphase punktgleich mit der deutschen Auswahl den zweiten Tabellenplatz. Obwohl man das bessere Torverhältnis hatte, wurde nach der damaligen Regelung der Gruppenzweite durch ein Entscheidungsspiel zwischen diesen beiden Teams entschieden. In dieser Begegnung, die Deutschland 7:2 für sich entschied, spielte Eken sein letztes Länderspiel. Während dieses Turniers absolvierte Eken sonst kein Länderspiel.

## Trainerkarriere
Im Anschluss an seine Spielerkarriere besuchte Eken in seiner Wahlheimat Italien einen Trainerkurs. Diesen Kurs unterbrach er und arbeitete nach seinem Abschiedsspiel erstmal als Sportjournalist. Zum Sommer 1956 kam er bei Galatasaray als Nachfolger des Trainers Gündüz Kılıç ins Gespräch. Auf dieses Gerücht angesprochen erklärte er, dass er zwar keine Anfrage erhalten hätte, im Falle eines Angebots aber zusagen würde. Anschließend erklärte er, dass er in den kommenden Wochen seinen Trainerschein in Italien machen werde. Anfang August 1956 wurde seitens Galatasaray bekanntgegeben, dass Eken interimsweise bis zum Amtsantritt des neuen Trainers George Dick die Mannschaft betreuen werde. So betreute Eken die Mannschaft einige Tage lang. Am 7. August 1956 übergab er das Amt an Dick und arbeitete fortan als dessen Co-Trainer. Bereits vier Tage später annullierte Dick krankheitsbedingt seinen Vertrag und wurde dann durch den alten Trainer Gündüz Kılıç ersetzt. Nach diesen Entwicklungen übernahm Eken Managertätigkeiten für den Verein. Im September 1956 gab Eken seinen Posten bei Galatasaray auf, um seinen Trainerkurs in Italien fortzusetzen.
Nachdem Eken seinen Trainerkurs in Italien abgeschlossen hatte, kehrte er in die Türkei zurück und übernahm im Oktober 1956 den Istanbuler Verein Beyoğluspor. Zu diesem Zeitpunkt zählte Eken zu den wenigen Trainern, die ein Trainerzertifikat vorweisen konnten. Parallel zu seiner Tätigkeit bei Beyoğluspor betreute Eken ab November 1958 auch die zweite Auswahl der türkischen Nationalmannschaft und wenig später auch die türkische Jugendnationalmannschaft.
Im September 1959 verließ Eken nach dreijähriger Tätigkeit Beyoğluspor und übernahm den Stadtrivalen Fatih Karagümrük SK. Ausschlaggebend für diesen Wechsel war die Tatsache, dass Beyoğluspor nicht an der neugegründeten Millî Lig teilnahm, sondern weiterhin in der İstanbul Profesyonel Ligi (zu dt.: Istanbuler Profiliga) am Wettbewerb teilnahm. Im Frühjahr 1959 war die neugegründete und landesweit ausgelegte Millî Lig gestartet, mit heutigem Namen Süper Lig. Während Beyoğluspor die Teilnahme an der Millî Lig verpasste, zählte Karagümrük zu den Gründungsmitgliedern dieser Liga. Mit Karagümrük belegte Eken in der zweiten Spielzeit der Millî Lig den achten Tabellenplatz, blieb hinter den Erwartungen zurück. Der Verein zählte damals zu den finanzstärksten Klubs im türkischen Fußball und hatte u. a. Galatasaray den Star Kadri Aytaç abgekauft. Trotz des enttäuschenden Abschneidens versuchte die Vereinsführung, den Vertrag von Eken zu verlängern. In der neuen Saison arbeitete Eken bei Karagümrük als Co-Trainer und assistierte damit dem neuen Cheftrainer Halil Özyazıcı.
Im Oktober 1960 lag Eken ein Angebot als Cheftrainer vom Erstligisten Izmirspor vor. Eken willigte ein und wechselte in die Hafenstadt Izmir. Diesen Verein trainierte Eken eine Spielzeit lang und beendete mit ihm die Saison auf dem 7. Tabellenplatz. Für die neue Saison verhandelte er mit seinem alten Verein Karagümrük. Nachdem man sich zunächst nicht über das Gehalt einig geworden war, kam es später zu einer erneuten Zusammenarbeit. Mit Karagümrük erlebte Eken eine durchwachsene Spielzeit und spielte zum Saisonende um den Klassenerhalt. Den Klassenerhalt erreichte man durch einen 3:0-Sieg am letzten Spieltag gegen den Stadtrivalen Vefa Istanbul.
Noch vor dem Saisonende der Spielzeit 1961/62 wurde bekannt, dass Eken Karagümrük mit Saisonabschluss verlassen und seinen alten Verein Beyoğluspor übernehmen werde. Mit Beyoğluspor nahm Eken an der Relegationsrunde für die Milli Lig teil und erreichte hier den Aufstieg. Anschließend wurde Eken für die kommende Spielzeit mit Beşiktaş Istanbul in Verbindung gebracht und erklärte, die neue Saison nicht als Trainer arbeiten zu wollen. Trotz dieser Ankündigung setzte er seine Trainertätigkeit bei Beyoğluspor fort. Anfang Januar 1963 wurde zudem bekanntgegeben, dass Eken, der parallel zu seinen Trainertätigkeiten auch immer für die Nationalmannschaften als Jugend-, Co-Trainer oder Trainer der zweiten Auswahl aktiv, zukünftig auch die Nationalmannschaft als Cheftrainer betreuen werde. Zuvor wurde der vorherige Nationaltrainer Ljubiša Spajić nach einer 0:6-Auswärtsniederlage gegen die Italienische Nationalmannschaft während eines EM-Qualifikationsspiels aus seinem Amt entlassen. So kümmerte sich Eken neben seiner Tätigkeit bei Beyoğluspor auch um die Nationalmannschaft. Sein erstes Länderspiel absolvierte er gegen die Italienische Nationalmannschaft im Rückspiel am 27. März 1963. Das Spiel verlor man unglücklich mit 0:1 durch ein Gegentor in der 86. Minute und verpasste somit die Teilnahme an der EM 1964. Von der Fachpresse wurde Eken wegen seiner defensiv ausgerichteten Spieltaktik kritisiert. Die Millî Lig beendete Eken mit Beyoğluspor auf einem Nichtabstiegsplatz.
Für die Spielzeit 1963/64 wurde Eken als neuer Trainer von Göztepe Izmir vorgestellt. Nebenbei betreute Eken auch die Nationalmannschaft bei allen drei Länderspielen im Jahr 1963 und wurde dann 1964 durch Cihat Arman ersetzt. Anfang Februar 1964 trat Eken von seinem Amt bei Göztepe zurück und wechselte zum Stadt- und Ligakonkurrenten Karşıyaka SK. Zum Saisonende verpasste er mit Karşıyaka den Klassenerhalt.
Für die neue Spielzeit übernahm er im Sommer 1964 seinen mittlerweile in die 2. Lig abgestiegenen alten Verein Beyoğluspor. Nachdem mit diesem Verein der direkte Wiederaufstieg misslang, verließ Eken nach einem Jahr Beyoğluspor und wechselte zum Erstligisten Altay Izmir. Mit Altay beendete Eken die Saison 1965/66 auf dem 6. Tabellenplatz.
Zur neuen Saison verließ er Altay und übernahm den Ligakonkurrenten Vefa Istanbul. Nach einem schlechten Saisonstart, als man in vier Spielen vier Niederlagen kassierte, erklärte Eken nach dem Ligaspiel gegen İstanbulspor seinen Rücktritt und wurde wenige Tage später durch seinen ehemaligen Co-Trainer Basri Dirimlili ersetzt.
Nachdem Eken den Rest der Spielzeit 1966/67 nicht mehr gearbeitet hatte, wurde er für die neue Saison als Cheftrainer von Galatasaray Istanbul vorgeschlagen. Schließlich wurde er Ende Mai 1967 als Cheftrainer vorgestellt, wobei er dieses Amt mit einem ausländischen Trainer teilen sollte. Später wurde auf einen weiteren Trainer verzichtet und beschlossen, dass ausschließlich Eken die Mannschaft betreuen sollte. Obwohl man in der Saisonvorbereitungsphase enttäuschende Resultate in Testspielen kassierte, startete man gut in die Saison. Im vorsaisonlich ausgetragenen TSYD-Pokal besiegte man die Erzrivalen Fenerbahçe Istanbul und Beşiktaş Istanbul und gewann diesen Pokal. Nachdem Galatasaray in den Saisonbetrieb der Liga enttäuschend gestartet war, wurde vom Vereinsvorstand erwogen, den Trainerstab doch durch einen ausländischen Trainer zu ergänzen. Im Dezember wurde dann Eşfak Aykaç als Sportlicher Leiter und zweiter Trainer eingestellt. Zum Saisonende belegte man weit abgeschlagenen von der Tabellenspitze den 3. Platz und ging auch im Türkischen Pokal leer aus. Mit Saisonende verließ Eken Galatasaray und wurde durch den jugoslawischen Trainer Tomislav Kaloperović ersetzt.
Im Sommer 1969 übernahm er bei Göztepe Izmir den Posten des Co-Trainers und assistierte damit dem Cheftrainer Adnan Süvari. Mit Eken erreichte Göztepe das Finale im Türkischen Pokal, setzte sich hier in zwei Partien gegen Eskişehirspor durch und gewann diesen Pokal. Im Europapokal der Pokalsieger der Saison 1969/70 erreichte man das Viertelfinale. Die 1. Lig beendete man auf dem 5. Tabellenplatz.
Nach dieser erfolgreichen Saison bei Göztepe wechselte Eken zum Sommer 1970 zum Zweitligisten Adanaspor und übernahm hier das Amt des Cheftrainers. Mit dieser Mannschaft erreichte er zum Saisonende souverän die Meisterschaft der 2. Lig und damit den direkten Aufstieg in die Süper Lig. Nach diesem Erfolg plante Eken bereits die Mannschaft der neuen Saison und forderte die Verpflichtung des Torwarts Güngör Çelikçiler von Göztepe Izmir. Durch diese Forderung zerstritt er sich mit einigen Vereinsverantwortlichen und trat von seinem Amt zurück. Sein Rücktritt wurde aber nicht angenommen. Wenige Tage später reichte er erneut seinen Rücktritt ein, der diesmal vom Verein angenommen wurde. Nach seinem Rücktritt betreute Eken beim Pokal des Jugend- und Sportministeriums ein letztes Mal die Mannschaft und holte durch einen 2:0-Sieg über Izmir Denizgücü diesen Pokal.
Für die Spielzeit 1971/72 verhandelte Eken mit dem Aufsteiger Giresunspor und einigte sich auf eine Zusammenarbeit. Dieser Wechsel scheiterte dann später, sodass Ogün Altıparmak als Cheftrainer vorgestellt wurde.
Zum Sommer 1972/73 verhandelte Eken mit dem damaligen Zweitligisten Trabzonspor. Nachdem er sich mit Eken nicht einig wurde, nahm er das Angebot des Zweitligisten Sivasspor an. Mit diesem Verein spielte er bis zum Saisonende um die Meisterschaft. Erst durch Punktverluste in den letzten Spieltagen verpasste man den Aufstieg. So wurde man hinter Adana Demirspor Vizemeister. Nach dem gescheiterten Aufstieg mit Sivasspor verließ Eken die Stadt Sivas und legte damit sein Amt nieder.
Nach seiner Tätigkeit bei Sivasspor arbeitete Eken ein Jahr nicht als Trainer und übernahm zur Saison 1974/75 den Zweitligisten Beykozspor. In die Saison startete man mit dem erklärten Ziel des Aufstiegs. Nachdem dieses Ziel verfehlt wurde, verließ Eken Beykozspor.
Für die neue Saison heuerte Eken beim neuen Erstligisten Orduspor an. Diesen Verein betreute Eken lediglich sechs Spieltage und trennte sich anschließend vom Verein. Wenige Tage nach seinem Rücktritt bei Orduspor übernahm er den Zweitligisten Rizespor. Diesen Verein betreute Eken bis zum Saisonende und belegte mit ihm den 4. Tabellenplatz.
Für die neue Saison übernahm Eken den Erstligisten Göztepe Izmir. Mit diesem Verein spielte er bis zum Saisonende gegen den Abstieg. Die Chance für einen Klassenerhalt bewahrte man sich bis zum letzten Spieltag. Obwohl man die letzten zwei Spiele der Saison gewinnen konnte, wurde der Klassenerhalt durch die besseren Resultate der drei direkten Konkurrenten verfehlt.
Im April 1980 übernahm Eken den Cheftrainerposten beim Istanbuler Zweitligisten Sarıyer SK sechs Spieltage vor dem Saisonende. Nachdem er mit dem Verein die Meisterschaft und damit den Aufstieg verfehlt hatte, verließ er seinen Posten.

## Managerkarriere
Für die Saison 1980/81 wurde er bei Galatasaray Istanbul als Teammanager vorgestellt und arbeitete fortan mit dem Cheftrainer Brian Birch zusammen. In der ersten Saison in dieser Funktion beendete man die Tabelle punktgleich mit dem Vizemeister Adanaspor. Die zweite Saison begann enttäuschend, weswegen vor der Winterpause Birch durch den Meistertrainer Trabzonspors, Özkan Sümer, ersetzt wurde. Auch mit diesem Trainer stellte sich keine merkliche Besserung ein, sodass man die Saison enttäuschend auf dem 11. Tabellenplatz beendete. Dennoch startete man in die kommende Saison mit Sümer, da man mit ihm Türkischer Pokalsieger und Türkischer Supercup-Sieger wurde. Eken arbeitete bis zum Sommer 1982 als Teammanager und verließ anschließend den Verein.
Nach dieser letzten Managertätigkeit bei Galatasaray beendete Eken seine Trainer- und Managerkarriere.

## Erfolge

### Als Spieler
- Mit Galatasaray Istanbul:
  - İstanbul Futbol Ligi: 1948/49

- Mit der Türkischen Nationalmannschaft:
  - Teilnahme an den Olympischen Sommerspielen: 1948
  - Teilnahme an der Fußball-Weltmeisterschaft: 1954
  - Zweiter im Mittelmeerpokal: 1949

### Als Trainer
- Mit Beyoğluspor:
  - Aufstieg in die Süper Lig: 1961/62

- Mit Galatasaray Istanbul:
  - TSYD-Pokal: 1966/67

- Mit Adanaspor:
  - Meister der TFF 1. Lig: 1970/71
  - Aufstieg in die Süper Lig: 1970/71
  - Pokal des Jugend- und Sportministeriums: 1970/71

### Als Co-Trainer
- Mit Göztepe Izmir:
  - Tabellenfünfter der Süper Lig: 1969/70
  - Türkischer Pokalsieger: 1969/70
  - Viertelfinalist im Europapokal der Pokalsieger:1969/70

### Als Sportmanager
- Mit Galatasaray Istanbul:
  - Türkischer Pokalsieger: 1981/82
  - Türkischer Supercup-Sieger: 1981/82

## Trivia
- Sein älterer Bruder Danyal Vuran und sein jüngerer Brüder Reha Eken spielten ebenfalls mehrere Jahre für Galatasaray Istanbul. Reha Eken arbeitete nach seiner Fußballspielerkarriere in Position wie Vorstandsmitglied und Sportmanager weiterhin für Galatasaray.
- Galatasaray Istanbul organisiert seit der Eröffnung des neuen Stadions Türk Telekom Arena, unter der Schirmherrschaft des Hauptsponsors Türk Telekom, vor jedem Heimspiel eine Danksagung für seine ehemaligen legendären Spieler. So wurde am 5. November 2011 im Rahmen der Ligabegegnung gegen Mersin İdman Yurdu Eken und seinem ebenfalls als Spieler bei Galatasaray tätigen Bruder Reha Eken eine Dankesplakette für ihre langjährigen Dienste und Erfolge überreicht.[1]
- Eken zählt zu den wenigen Spielern die für Galatasaray außer der Torhüterposition auf allen Position tätig waren. Er begann seine Karriere bei Galatasaray als Stürmer und spielte nach drei Jahren im Mittelfeld und gegen Ende seiner Karriere in der Abwehr.